# 1988 في فرنسا
فيما يلي قوائم الأحداث التي وقعت خلال عام 1988 في فرنسا.

## أحداث
- 26 يونيو – الخطوط الجوية الفرنسية الرحلة 296

## سياسة

### تعيين في المنصب
- 10 مايو – ميشال روكار رئيس الوزراء الفرنسي،نائب فرنسي.
- 14 مايو – بيار موروا First Secretary of the Socialist Party [الإنجليزية]‏.
- 23 يونيو – ألان جوبيه نائب فرنسي.
- 23 يونيو – إديت كريسون نائب فرنسي.
- 23 يونيو – جاك شيراك نائب فرنسي.
- 23 يونيو – جان إيف لودريان نائب فرنسي.
- 23 يونيو – جان فرانسوا دينيو نائب فرنسي.
- 23 يونيو – جان مارك أيرولت نائب فرنسي.
- 23 يونيو – جان-كلود غيسو نائب فرنسي.
- 23 يونيو – دومينيك ستراوس كان نائب فرنسي.
- 23 يونيو – رايمون باغ نائب فرنسي.
- 23 يونيو – روزيلين باشيلو نائب فرنسي.
- 23 يونيو – رولاند بلوم نائب فرنسي.
- 23 يونيو – سيغولين رويال نائب فرنسي.
- 23 يونيو – فرانسوا أولاند نائب فرنسي.
- 23 يونيو – فرنسوا بايرو نائب فرنسي.
- 23 يونيو – فرنسوا فيون نائب فرنسي.
- 23 يونيو – فيليب دو فيلييه نائب فرنسي.
- 23 يونيو – لوران فابيوس نائب فرنسي.
- 23 يونيو – ميشال آليو ماري نائب فرنسي.
- 23 يونيو – نيكولا ساركوزي نائب فرنسي.

### انتهاء فترة المنصب
- 10 مايو – جاك شيراك رئيس الوزراء الفرنسي.
- 12 مايو – شارل باسكوا وزير الداخلية.
- 14 مايو – إدوارد فريتش نائب فرنسي.
- 14 مايو – إديت كريسون نائب فرنسي،نائب فرنسي.
- 14 مايو – برنارد ديشان نائب فرنسي.
- 14 مايو – جان إيف لودريان نائب فرنسي.
- 14 مايو – جان فرانسوا دينيو نائب فرنسي.
- 14 مايو – جان مارك أيرولت نائب فرنسي.
- 14 مايو – جان ماري لوبان نائب فرنسي.
- 14 مايو – جان-كلود غيسو نائب فرنسي.
- 14 مايو – جيرار كولومب نائب فرنسي.
- 14 مايو – دومينيك ستراوس كان نائب فرنسي.
- 14 مايو – رايمون باغ نائب فرنسي.
- 14 مايو – رولاند بلوم نائب فرنسي.
- 14 مايو – فرنسوا بايرو نائب فرنسي.
- 14 مايو – فرنسوا فيون نائب فرنسي.
- 14 مايو – فيليب دو فيلييه نائب فرنسي.
- 14 مايو – لوران فابيوس نائب فرنسي.
- 14 مايو – ميشال روكار نائب فرنسي،نائب فرنسي.

## رياضة
- 1 يناير – دورة فرنسا المفتوحة 1988
- 1 يناير – سباق طواف فرنسا 1988 الفائز بيدرو ديلغادو.
- 3 يوليو – جائزة فرنسا الكبرى 1988 الفائز ألن بروست.

## أفلام
من الأفلام التي صدرت هذه السنة في فرنسا:
- 1 يناير – مضطرب من إخراج رومان بولانسكي.
- 29 سبتمبر – سينما باراديزو الجديدة من إخراج جيوزبي تورنتوري.
- 7 ديسمبر – كميل كلوديل من إخراج Bruno Nuytten [الإنجليزية]‏.

## مواليد

### يناير
- 1 يناير – أنتوني سكرايب لاعب كرة قدم فرنسي.
- 1 يناير – رومان سيكار درّاج طريق فرنسي.
- 5 يناير – جوناثان تيهاو لاعب كرة قدم فرنسي.
- 10 يناير – مارفين مارتين لاعب كرة قدم فرنسي.
- 12 يناير – كريم الهاني لاعب كرة قدم فرنسي.
- 16 يناير – فينسينت نوغويرا لاعب كرة قدم فرنسي.
- 17 يناير – مايك دي ميغليو متسابق دراجات نارية فرنسي.
- 29 يناير – جوني بلاسيد لاعب كرة قدم فرنسي.
- 29 يناير – ماري لوري ديلي لاعبة كرة قدم فرنسية.

### فبراير
- 9 فبراير – حمزة بن شريف لاعب كرة قدم فرنسي.
- 12 فبراير – غيلوم بورن لاعب كرة قدم فرنسي.
- 12 فبراير – ماثيو دوسيفي لاعب كرة قدم فرنسي.
- 14 فبراير – بلانديني دانسيتي لاعبة كرة يد فرنسية.
- 24 فبراير – جيفري تولاسن لاعب كرة قدم فرنسي.
- 24 فبراير – رودريغ بيوبويس لاعب كرة سلة فرنسي.
- 27 فبراير – يوسف سيكور لاعب كرة قدم مغربي.

### مارس
- 4 مارس – ماري بول نابايو لاعبة كرة يد فرنسية.
- 5 مارس – داميان بليسيس لاعب كرة قدم فرنسي.
- 5 مارس – لياسين كادامورو بن طيبة لاعب كرة قدم جزائري.
- 10 مارس – عمر كوسوكو لاعب كرة قدم فرنسي.
- 10 مارس – كيفين أوليمبا لاعب كرة قدم فرنسي.
- 18 مارس – لوسيمي كارابويه
- 21 مارس – رضا جونسون لاعب كرة قدم.
- 22 مارس – بيرا ديمبيلي
- 31 مارس – مايكل تشارفيت لاعب كرة قدم فرنسي.

### أبريل
- 1 أبريل – ساندي كلير درّاجة طريق فرنسية.
- 5 أبريل – بيب سي لاعب كرة سلة فرنسي.
- 8 أبريل – ويليام أكامبراي لاعب كرة يد فرنسي.
- 10 أبريل – ستيفن إيتيان لاعب كرة قدم فرنسي.
- 12 أبريل – جيوفري فلوري لاعب كرة قدم فرنسي.
- 12 أبريل – يانيك ساغبو لاعب كرة قدم.
- 15 أبريل – نيكولاس دي جونغ لاعب كرة سلة فرنسي.
- 16 أبريل – ألكسندر غينز دراج فرنسي.
- 16 أبريل – كلاوديو بيوفيو لاعب كرة قدم فرنسي.
- 19 أبريل – غاري بوكالي لاعب كرة قدم فرنسي.
- 19 أبريل – لوكا كاراباتيتش لاعب كرة يد فرنسي.
- 21 أبريل – إبراهيما تراوريه لاعب كرة قدم غيني.
- 26 أبريل – باكاري ساكو
- 28 أبريل – جوناثان بيابياني لاعب كرة قدم فرنسي.

### مايو
- 1 مايو – هيلتون دوس ريس
- 3 مايو – أدريان ديباندا لاعب كرة يد فرنسي.
- 6 مايو – أليكسي أجنسا لاعب كرة سلة فرنسي.
- 7 مايو – يوهان كاراسو لاعب كرة قدم فرنسي.
- 10 مايو – آلان نيوم لاعب كرة قدم كاميروني.
- 15 مايو – إندين مييم لاعبة كرة سلة فرنسية.
- 17 مايو – غراندي نغويي
- 18 مايو – بول بايس لاعب كرة قدم فرنسي.
- 21 مايو – إدير واعلي لاعب كرة قدم فرنسي.
- 21 مايو – رودي جومبي لاعب كرة سلة فرنسي.
- 24 مايو – توني قالوبا درّاج طريق فرنسي.
- 25 مايو – جولي جويوراني لاعبة كرة يد فرنسية.

### يونيو
- 1 يونيو – رومان ميتر متسابق دراجات نارية فرنسي.
- 12 يونيو – رومان توماس لاعب كرة قدم فرنسي.
- 12 يونيو – ماثياس ليبيلير لاعب كرة قدم فرنسي.
- 12 يونيو – هيرولد غولون لاعب كرة قدم فرنسي.
- 13 يونيو – إدوارد بيوتين لاعب كرة قدم فرنسي.
- 28 يونيو – أوليفييه نيوكاس لاعب كرة يد فرنسي.
- 29 يونيو – أدريان مانارينو لاعب كرة مضرب فرنسي.

### يوليو
- 4 يوليو – أنجيليك بوير ممثلة مكسيكية.
- 11 يوليو – إتيان كابو لاعب كرة قدم فرنسي.
- 15 يوليو – كيم تيلي لاعب كرة سلة فرنسي.
- 19 يوليو – ألكسندر أوكيدجا لاعب كرة قدم فرنسي.
- 23 يوليو – شيخ مبينغ لاعب كرة قدم.
- 25 يوليو – دوريان ديرفيت لاعب كرة قدم فرنسي.

### أغسطس
- 1 أغسطس – فيصل فجر لاعب كرة قدم مغربي.
- 7 أغسطس – أدريان مورمان لاعب كرة سلة فرنسي.
- 18 أغسطس – رومان جاكوب ملاكم فرنسي.
- 18 أغسطس – فريديريك برون درّاج طريق فرنسي.
- 19 أغسطس – كيفين مونيه-باكيه لاعب كرة قدم فرنسي.
- 21 أغسطس – دفيد بوليت لاعب كرة قدم بلجيكي.
- 25 أغسطس – مالوري مارتين لاعب كرة قدم فرنسي.

### سبتمبر
- 8 سبتمبر – ماتيو لوسيانا متسابق دراجات نارية فرنسي.
- 8 سبتمبر – ماكسيم بارثلم لاعب كرة قدم فرنسي.
- 15 سبتمبر – ستيفاني فونجساوثي لاعبة كرة مضرب فرنسية.

### أكتوبر
- 3 أكتوبر – بياتريس إدوج لاعبة كرة يد فرنسية.
- 4 أكتوبر – غاي مارك ميشيل لاعب كرة سلة فرنسي.
- 8 أكتوبر – فريديريك نيماني لاعب كرة قدم فرنسي.
- 10 أكتوبر – رودي جستيد لاعب كرة قدم بنيني.
- 10 أكتوبر – محمد مراح
- 12 أكتوبر – جول كلوزيل متسابق دراجات نارية فرنسي.
- 20 أكتوبر – سيلفان بارير
- 31 أكتوبر – إيسيف سوماهورو لاعب كرة سلة فرنسي.
- 31 أكتوبر – يوهان تورام أوليان لاعب كرة قدم فرنسي.

### نوفمبر
- 3 نوفمبر – عبد الله مباي لاعب كرة سلة فرنسي.
- 4 نوفمبر – برينس أونيانغي
- 7 نوفمبر – أنطوني ليباني لاعب كرة قدم فرنسي.
- 18 نوفمبر – أحمد كسحي لاعب كرة قدم فرنسي.
- 18 نوفمبر – فريدريك ميندي لاعب كرة قدم فرنسي.
- 19 نوفمبر – ويليام فانكور لاعب كرة قدم فرنسي.
- 28 نوفمبر – أرنولد بوكا موتو لاعب كرة قدم فرنسي.
- 28 نوفمبر – لويد بالون لاعب كرة قدم فرنسي.

### ديسمبر
- 6 ديسمبر – صبرينا وزاني ممثلة فرنسية.
- 8 ديسمبر – جيري فاندام لاعب كرة قدم فرنسي.
- 8 ديسمبر – داميان مارك لاعب كرة قدم فرنسي.
- 14 ديسمبر – نيكولا باتوم لاعب كرة سلة فرنسي.
- 15 ديسمبر – ستيفن نزونزي لاعب كرة قدم فرنسي.
- 15 ديسمبر – فلويد أييتي لاعب كرة قدم.

## وفيات

### يناير
- 15 يناير – شون ماكبرايد (مواليد 1904)

### فبراير
- 14 فبراير – جوزيف فريزينسكي (مواليد 1917)
- 19 فبراير – أندريه كورنان (مواليد 1895)
- 19 فبراير – رينيه شار (مواليد 1907)

### مارس
- 6 مارس – جين أوبيرت (مواليد 1900)
- 30 مارس – إدغار فور (مواليد 1908) سياسي فرنسي.

### أبريل
- 9 أبريل – إيفان ماري (مواليد 1913) درّاج طريق فرنسي.
- 9 أبريل – جاك فور (مواليد 1904)

### يونيو
- 16 يونيو – ريمون باسات (مواليد 1913) درّاج طريق فرنسي.
- 27 يونيو – روبيرت مارجريت (مواليد 1910) كاتب فرنسي.

### ديسمبر
- 12 ديسمبر – بول ماتيولي (مواليد 1929) درّاج طريق فرنسي.